# Ixora pseudoacuminata
Ixora pseudoacuminata là một loài thực vật có hoa trong họ Thiến thảo. Loài này được Deb & Rout mô tả khoa học đầu tiên năm 1992.